# Tekla Chemabwai
Tekla Chemabwai Sang, née le 3 février 1954, est une athlète kényane, sprinteuse et coureuse de demi-fond, à la retraite, qui a représenté le Kenya en athlétisme lors de deux olympiades. Elle a été l’une des trois premières athlètes féminines de ce pays à participer à une olympiade, en 1968, à Mexico. Elle participe de nouveau aux Jeux olympiques d'été de 1972, et remporte également plusieurs compétitions internationales. Elle devient ensuite entraîneuse, participant à l’éclosion d'athlètes de demi-fond et de fond au Kenya, s’entraînant dans la vallée du Rift qui vont ravir bien des podiums de ces disciplines dans le monde.
Son prénom est également orthographié Tecla. 

## Biographie
Tecka Chemabwai  est née en février 1954 au sein d’une fratrie de sept enfants. Elle est élevée avec son frère aîné par sa grand-mère, dans la vallée du rift, et participe aux jeux des jeunes garçons, comme la chasse aux oiseaux ou le football. L’école est à 11 kilomètres, à  Kilibwoni. 
Elle prend plaisir à participer à des compétitions sportives. Encore adolescente, elle est sélectionnée pour participer aux Jeux olympiques d'été de 1968. « Mon corps était si petit et cela m'a permis de courir si vite. Je courais pour le plaisir et juste pour m'assurer que je battais les autres personnes dans la course avec moi. Avant même que je comprenne ce qui se passait, on m'a dit que j'étais qualifiée pour les Jeux olympiques de 1968 », en course de 400 mètres, et ce malgré son âge. « La vérité, c'est que nous avons menti. À l'époque, vous ne pouviez pas obtenir de passeport si vous n'aviez pas 18 ans et plus. Ils ont dû nous faire avoir 18 ans pour que je puisse obtenir un passeport. C'est pourquoi la date de naissance donnée, et qui reste en ligne, est le 3 juillet 1950. Les fonctionnaires kenyans ont dû tricher et me faire avoir 18 ans », explique-t-elle. Avec Lydia Stephens (en) et Elizabeth Chesire (en), elle est, lors de cette olympiade, l’une des trois premières athlètes féminines kényanes à participer à de tels Jeux, et la plus jeune des trois,,. Mais elle ne dépasse pas les séries du 400 mètres,.  Après plusieurs succès sur le continent africain en 200 mètres et 400 mètres, elle participe à nouveau aux Jeux olympiques d'été de 1972, à Munich, atteignant les quarts de finale. Puis elle remporte d'autres compétitions internationales. Elle gagne notamment la course de 400 mètres aux Jeux africains de 1973 à Lagos, devenant la première Kenyane à remporter une médaille d'or individuelle en athlétisme lors des Jeux africains, ; elle est aussi médaillée de bronze du 4 x 100 mètres lors de ces Jeux. 
Elle se voit proposer une bourse pour se perfectionner aux États-Unis, pose sa candidature et apprend début 1974 qu’elle est retenue à partir de septembre 1974  à l’Université d'État de Chicago. Outre l’entraînement physique, elle y suit diverses formations telles que des cours d’anatomie, de psychologie et de physiologie. Son entraîneur examine ses performances, et lui conseille de passer au demi-fond et de concourir sur les courses de 800 mètres. Elle suit ses conseils.
Elle arrive en deuxième position sur la course de 800 mètres aux Jeux du Commonwealth de 1978 à Edmonton,. C’est la deuxième médaille des Jeux du Commonwealth remportée par une athlète kenyane, la première étant celle de Sabina Chebichi, qui a terminé troisième aux 800 mètres des Jeux du Commonwealth de 1974. Aux Jeux africains de 1978 à Alger, elle  remporte la course de 800 mètres et est médaillée d'argent du 4 x 400 mètres,. Elle revient au Kenya en 1982.
Elle épouse en 1986 un autre athlète kenyan, Julius Sang (médaillé olympique de bronze sur 400 mètres et médaillé d’or en équipe sur le relais 4x400 mètres, lors des Jeux de 1972). En relation depuis plusieurs années, ce couple a privilégié dans un premier temps leurs carrières sportives à la construction d’une famille. Pour autant, ils ont finalement cinq enfants.
Après sa carrière comme athlète, elle devient entraîneuse en athlétisme au sein de la fédération olympique et pour différentes institutions dont des universités kenyanes,, formant une génération de sportifs et sportives qui vont avoir un rôle prédominant dans les courses de fond dans le monde. Elle participe notamment à la formation, pendant deux ans, de Tegla Loroupe, qui, entre autres performances, sera la première femme africaine à remporter le marathon de New York en 1994. Son mari meurt en 2004, et elle se retrouve avec un nouveau défi, la charge de la famille, en mère désormais célibataire, alors que plusieurs de ses enfants effectuent encore leur scolarité. 
En 2018, quittant l’université publique, elle se lance dans un autre défi en créant sa propre école de formation,  le Chemabwai-Sang Educational Centre à Eldoret,.